# 奧多德灣
奧多德灣（英語：O'Dowd Cove），是南極洲的海灣，位於埃爾斯沃思地的瑟斯頓島南岸，處於威廉森半島和馮德沃爾角之間，現時由南極條約體系管理。